# Armisticio de Moscú

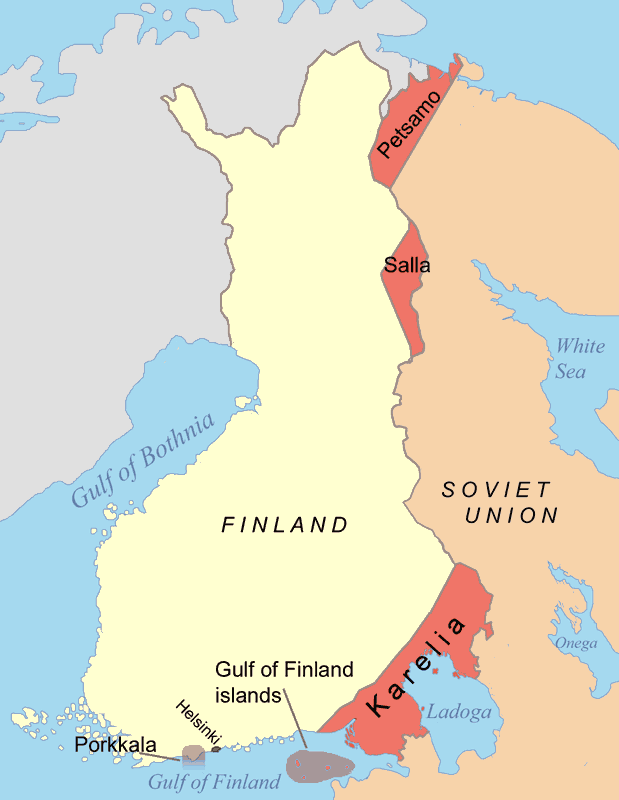
Territorios cedidos por Finlandia a la Unión Soviética en virtud del Armisticio de Moscú. Porkkala fue devuelta a Finlandia en 1956.

El Armisticio de Moscú fue firmado por Finlandia y la Unión Soviética el 19 de septiembre de 1944 para poner fin a la Guerra de Continuación. El armisticio de Moscú no debe ser confundido con el Tratado de Paz de Moscú de 1940. 
El tratado de paz final fue firmado en París en 1947.

## Condiciones
Las condiciones de paz eran similares a lo que había sido acordado previamente en el Tratado de Paz de Moscú en 1940. Finlandia tuvo que traspasar partes de la Carelia finlandesa, parte de Salla e islas en el Golfo de Finlandia. El nuevo armisticio también dio Petsamo a la Unión Soviética. Además, Finlandia arrendó Porkkala durante 50 años a la Unión Soviética, pero esta región fue devuelta a Finlandia en 1956. 
Otras condiciones incluyeron reparaciones de guerra por importe de 300 millones de dólares para ser pagadas a los soviéticos. Finlandia también consintió en legalizar partidos comunistas y prohibir organizaciones fascistas. El armisticio también exigió que Finlandia debería expulsar las tropas alemanas de su territorio, lo cual condujo a la Guerra de Laponia.